# تايسون وال
تايسون وال (بالإنجليزية: Tyson Wahl)‏ (23 فبراير 1984 بشاطئ نيوبورت في الولايات المتحدة - ) هو لاعب كرة قدم أمريكي في مركز الدفاع. شارك مع منتخب الولايات المتحدة تحت 17 سنة لكرة القدم. أما مع النوادي، فقد لعب مع إمباكت مونتريال وسبورتينغ كانساس سيتي وسياتل ساوندرز وكولورادو رابيدز وكولومبوس كرو وSeattle Sounders (1994–2008) ‏ وOrange County Blue Star ‏.

## وصلات خارجية
- تايسون وال على موقع الاتحاد الدولي (مؤرشف)  (الإنجليزية)
- تايسون وال على موقع الدوري الأمريكي (الإنجليزية)
- تايسون وال على موقع قاعدة بيانات كرة القدم.إي يو (الإنجليزية)
- تايسون وال على موقع Soccerbase.com (لاعب) (الإنجليزية)
- تايسون وال على موقع Soccerway.com (الإنجليزية)
- تايسون وال على موقع عالم كرة القدم.نت (الإنجليزية)
- تايسون وال على موقع AS.com (الإسبانية)